# 鐵坊主
鐵坊主（てつぼうず、1968年2月11日 - ）は、カナダのYouTuber、鉄道アナリスト。主に日本の鉄道を取り上げる鉄道解説系YouTuberとして知られる。

## 概要
YouTube専業となる前は、カナダで日系の旅行会社に勤めていた。YouTubeチャンネルには鉄道に代表される地域交通による経済効果や旅客流動などを分析・解説するスタイルの動画を投稿している。
YouTubeへの動画投稿のきっかけは、訪日外国人向けに英語の鉄道ブログを開設したところ、動画で説明した方が早い問い合わせが来るようになったことであった。YouTubeチャンネルは、「乗り鉄動画を配信しようと思ったら、新型コロナウイルス感染症のため日本に入国できず、しかたなく始めた」と語っている。
最初に話題になった動画は北海道新幹線のバーチャルツアーであると語り、この頃から解説を主軸にした動画制作に手応えを感じていたという。
資料の分析力に定評があり、齊藤啓輔余市町長と対談行ったり、奥出雲町でのJR木次線のシンポジウムに出席するなどしており、北海道の鉄道問題に関してはテレビ番組で解説として出演している。
2022年にはメインチャンネルである鐵坊主チャンネルは登録者数5万人を達成している。また、著書である『鉄道会社　データが警告する未来図』は 第48回交通図書賞 ・奨励賞を受賞した。
2023年5月には近江鉄道と鹿島臨海鉄道にて自身が帯同した貸し切り列車日帰りツアーが企画された。

## 著書
- 『鉄道会社　データが警告する未来図』（2022年9月22日発売、河出書房新社）ISBN 978-4-309-50440-7
- 『鉄道会社vs地方自治体　データが突き付ける存続限界』（2024年1月24日発売、河出書房新社）ISBN 978-4-309-50449-0
- 『鉄道路線に翻弄される地域社会 「あの計画」はどうなったのか？』（2024年12月10日発売、ワニブックス）ISBN 978-4-847-06711-2
- 『データから読みとくJRの生存戦略』（2025年5月27日発売、河出書房新社）ISBN 978-4-309-50459-9